# Pterolophia pseudocostalis
Pterolophia pseudocostalis är en skalbaggsart som beskrevs av Stefan von Breuning 1939. Pterolophia pseudocostalis ingår i släktet Pterolophia och familjen långhorningar. Inga underarter finns listade i Catalogue of Life.